# Fejan Forsslund
Sofia "Fejan" Forsslund, född 11 januari 1867, död 23 maj 1949, var en svensk folkbildare och folkhögskollärare. Hon var en kulturpersonlighet i Dala-Bergslagen, aktiv i folkrörelsearbetet under första hälften av 1900-talet. Hon deltog i uppbyggnaden av Brunnsviks folkhögskola från 1906 tillsammans med sin make författaren Karl-Erik Forsslund.

## Tidigt liv och uppväxt
Fejan (Sofia) Forsslund föddes 1867 på Sörviks gård i Ludvikatrakten. Fadern Gustaf Öhman avancerade från bokhållare till brukspatron. När han gifte sig med Josephine Fredriksson fick han ta över svärföräldrarnas herrgård Sörvik intill sjön Väsman. Gustaf Öhman var driftig och köpte upp skog, hyttor och gruvor. Hushållet växte och fem barn uppfostrades på gården.
Fejan Forsslunds far blev bygdens patriark och Sörvik utvecklades snabbt. Fejan Forsslund längtade dock bort från hemmet. Hon föll för den något yngre kusinen Karl-Erik Forsslund från Ljusnarsberg, även han härstammade från en borgerlig familj. Det unga paret förlovade sig i hemlighet 1894.
Fejan Forsslund utbildades av guvernanter i hemmet, men gick även i skola och tog sånglektioner i Örebro. Därefter genomgick hon Musikaliska akademien i Stockholm under fyra år och fick en gedigen sångutbildning. Bröllopet mellan Fejan och Karl-Erik Forsslund ägde rum vid midsommartid 1898 på Sörvik. De nygifta fick flytta in i en bergsmansgård, Storgården, som låg vackert på en udde i Väsman. Gården hade inköpts och iordningställts av Fejan Forsslunds far. Paret Forsslunds verk bidrog starkt till den gryende naturskydds- och hembygdsrörelsen. I heminredningen tog paret Forsslund intryck av John Ruskin, William Morris och Ellen Key. Den kristna kyrkan ersattes av naturen som tempel och korsets symbolik förflyttades till fester kring majstång och julgran.

## Brunnsviks folkhögskola
Livet på Storgården var dock inte enbart en idyll. Brännvin och slagsmål grasserade i bygden. Sådant försökte man stävja genom att grunda nykterhetsloge, Bokstuga och Folkets hus. En förening för bibliotek och föreläsningar samt ett musikkapell startades också i tidens anda. Musik, litteratur och teater engagerade paret Forsslund alltsedan deras unga år i Uppsala och Örebro. Tillsammans med Gustaf Ankarcrona och Uno Stadius grundade Karl-Erik Forsslund 1906 en folkhögskola i Brunnsvik intill Sörgården. Marken fick man i gåva av Gustaf Öhman. Folkhögskolan kom att stå arbetarrörelsen nära och blev något av den unga arbetargenerationens universitet. Karl-Erik Forsslund var dess föreståndare 1907–1912. Storgården kom periodvis att fungera som skolans hotell och det sociala livet kring det Forsslundska hemmet var livaktigt. Att arbeta på folkhögskola var ett sätt att leva och komma den unga generationen nära. Fejan Forsslund var också i hög grad delaktig i folkhögskolans verksamhet, ofta med romanssång och skådespeleri. Fejan Forsslund engagerade sig i pjäsval, regi och kostymer och var själv en god skådespelare. Framförallt var hon en utbildad sångerska. Hon blev högt älskad av folkhögskoleeleverna, vilket bevisades av Brunnsvikarnas fackeltåg ner till Storgården då hon fyllde 60 och 70 år.
Fejan Forsslund var även en engagerad slöjd- och hushållslärare, en uppgift som folkhögskolerektorernas hustrur ofta fick. Hon var mycket stilsäker och intresserad av hemslöjd. Fejan Forsslund beundrade Ellen Key, som ofta besökte Storgården. Skönhet för alla praktiserades av Fejan Forsslund i hennes skapande av vardagsskönhet och festseder i bergsmansgården.

## Senare liv och död
Alf Ahlberg, senare rektor för Brunnsviks folkhögskola, poängterar i sina minnesord över Fejan Forsslund hennes starka och helgjutna personlighet. Hon var en arbetsmänniska som utstrålade glädje, trygghet och kärlek till människorna. Storgården och Brunnsvik hade varit otänkbara utan den inspiration och det stöd som Fejan Forsslund gav sin make. Även hennes sista år präglades av andlig vitalitet. Kontakten med arbetarungdomen på Brunnsvik behöll hon in i det sista.
Storgårdens och Brunnsviks lysande värdinna överlevde sin make med knappt åtta år. Deras gemensamma liv i drygt fyra decennier kom att bli legendariskt som en ovanligt helgjuten insats för folkbildningen och ungdomsrörelsen i det nya Sverige som växte fram under folkrörelsernas grundarår. Bägge har ägnats minnesskrifter från Brunnsvikarnas förbund.
Fejan Forsslund avled på Storgården 1949 i en ålder av 82 år. Hon är begravd på Lyvikens kyrkogård i Ludvika.